# Paweł Domagała
Paweł Domagała (sinh ngày 19 tháng 1 năm 1984) là một diễn viên điện ảnh, diễn viên truyền hình và diễn viên sân khấu người Ba Lan. Anh cũng lấn sân sang nghề ca sĩ từ năm 2016.
Năm 2014, Paweł Domagała tham gia diễn xuất trong phim hài Wkręceni cùng các bạn diễn là Piotr Adamczyk và Bartosz Opania. Anh cùng Opania tiếp tục đóng lại vai diễn trong phần tiếp theo Wkręceni 2.

## Thành tích nghệ thuật

### Phim
| Năm  | Tựa đề                   | Vai diễn | Ghi chú   | Nguồn       |
| ---- | ------------------------ | -------- | --------- | ----------- |
| 2014 | Wkręceni                 | Szyja    |           | [ 1 ]       |
| 2015 | Wkręceni 2               | Szyja    |           | [ 1 ] [ 2 ] |
|      | Kabaret na Koniec Świata |          | Phim ngắn | [ 3 ]       |

### Sân khấu
| Năm  | Tựa đề                                        | Vai diễn | Ghi chú             | Nguồn |
| ---- | --------------------------------------------- | -------- | ------------------- | ----- |
| 2011 | Amazonia                                      |          | Teatr na Woli       | [ 4 ] |
| 2011 | Matołek the Billy-Goat (Koziołek Matołek)     | Matołek  | Nhà hát Dramatyczny | [ 5 ] |
| 2013 | EXTERMINATOR (EXTERMINATOR. Komedia muzyczna) | Marceli  | Nhà hát Dramatyczny | [ 6 ] |

## Danh sách bài hát và album

### Album phòng thu
| Tựa đề            | Chi tiết về album                                                                                    | Chứng nhận           |
| ----------------- | --- | -------------------- |
| Opowiem ci o mnie | - Phát hành: 18 tháng 11 năm 2016 - Hãng thu âm: Mystic Production - Định dạng: CD, digital download | - ZPAV: Bạch kim     |
| 1984              | - Phát hành: 16 tháng 11 năm 2018 - Hãng thu âm: Mystic Production - Định dạng: CD, digital download | - ZPAV: 2 x Bạch kim |
| Wracaj            | - Phát hành: 20 tháng 11 năm 2020 - Hãng thu âm: Mystic Production - Định dạng: CD, digital download |                      |

### Đĩa đơn
| Tựa đề                   | Năm  | Album                         |
| ------------------------ | ---- | ----------------------------- |
| "Jestem tego wart"       | 2016 | Opowiem ci o mnie             |
| "Gdybyś była"            | 2016 | Opowiem ci o mnie             |
| "Opowiem ci o mnie"      | 2017 | Opowiem ci o mnie             |
| "Jestem rewolucją"       | 2017 | Non-album single              |
| "25 grudnia"             | 2017 | Opowiem ci o mnie             |
| "Szczęście"              | 2018 | Opowiem ci o mnie             |
| "Weź nie pytaj"          | 2018 | 1984                          |
| "Wystarczę ja"           | 2018 | 1984                          |
| "Najgrubszy Anioł Stróż" | 2018 | 1984                          |
| "Czasami"                | 2019 | 1984                          |
| "Nie zmarnuj mnie"       | 2019 | 1984                          |
| "Żmijowisko"             | 2019 | Żmijowisko(soundtrack) Wracaj |
| "Obietnica"              | 2019 | 1984                          |
| "Ja tak umiem"           | 2020 | Wracaj                        |